# Carlos Monzón
Carlos Roque Monzón  (San Javier, Santa Fe, Argentina, 7 de agosto de 1942-Santa Rosa de Calchines, Argentina, 8 de enero de 1995) fue un boxeador profesional argentino que también se desempeñó ocasionalmente como actor de cine, considerado por muchos especialistas como el máximo representante del boxeo argentino y uno de los mejores de la historia universal de esa práctica. Alcanzó el título de campeón mundial de la categoría mediano a fines de 1970 y lo retuvo hasta su retiro, en 1977. En el primer ranking libra por libra de todos los tiempos del sitio web Boxrec fue ubicado en la posición 7. La revista The Ring lo ubicó en el número 11 de la lista de los mejores boxeadores históricos libra por libra. Mientras que, tras una nueva lista, la prestigiosa revista BoxRec lo ubicó, esta vez, en el tercer lugar entre los mejores boxeadores de todos los tiempos. En 1990 fue incorporado al Salón Internacional de la Fama del Boxeo.
El 14 de febrero de 1988, asesinó a su expareja Alicia Muniz, hecho por el que fue juzgado y condenado a once años de prisión por homicidio simple, dado que, por ese entonces, no existía un tratamiento especial para ese tipo de delitos. El hecho y el caso por asesinato marcó, en la sociedad argentina, el comienzo de la toma de conciencia sobre la violencia de género y el feminicidio.
Falleció en 1995, en un accidente automovilístico, en una salida transitoria que había obtenido en el marco de su condena.

## Biografía

### Primeros años
Carlos Monzón nació en la localidad de San Javier, en la provincia de Santa Fe, el 7 de agosto de 1942. Fue el quinto hijo de Amalia Ledesma y Roque Monzón, de orígenes humildes y de ascendencia mocoví. En 1950 su familia, jaqueada por la pobreza, decidió mudarse de su ciudad natal emigrando a la ciudad de Santa Fe, afincándose en el populoso barrio Barranquitas. Cuando se encontraba en el tercer grado de la educación primaria, abandonó los estudios para comenzar a trabajar y colaborar con el sustento familiar. Trabajó en lo que pudo, principalmente de lustrabotas en las calles, aprovechando los partidos de Colón y Unión, a los cuales concurría mucha gente, para tener una mayor ganancia. Como en Unión se enseñaba boxeo, fue allí donde se empezó a interesar en este deporte, y si bien era hincha de Colón esto no fue impedimento para que empezara a practicar esa disciplina. En su mente siempre estuvo la decisión de superar la pobreza y darle a su familia una mejor vida. Ya en su adolescencia y juventud trabajó como canillita (vendedor de diarios), sodero (repartidor de aguas gasificadas), lechero (repartidor de leche).

### Amateurismo
Su primer combate en esta categoría fue el 2 de octubre de 1959 y el último, antes de hacerse profesional, el 12 de diciembre de 1962 como boxeador de peso medio. Su principal entrenador fue Amílcar Brusa, quien murió el 27 de octubre de 2011. Cuando lo conoció, tenía siete peleas como aficionado y había perdido dos; con don Amílcar hizo ochenta peleas más como amateur.

### Profesionalismo

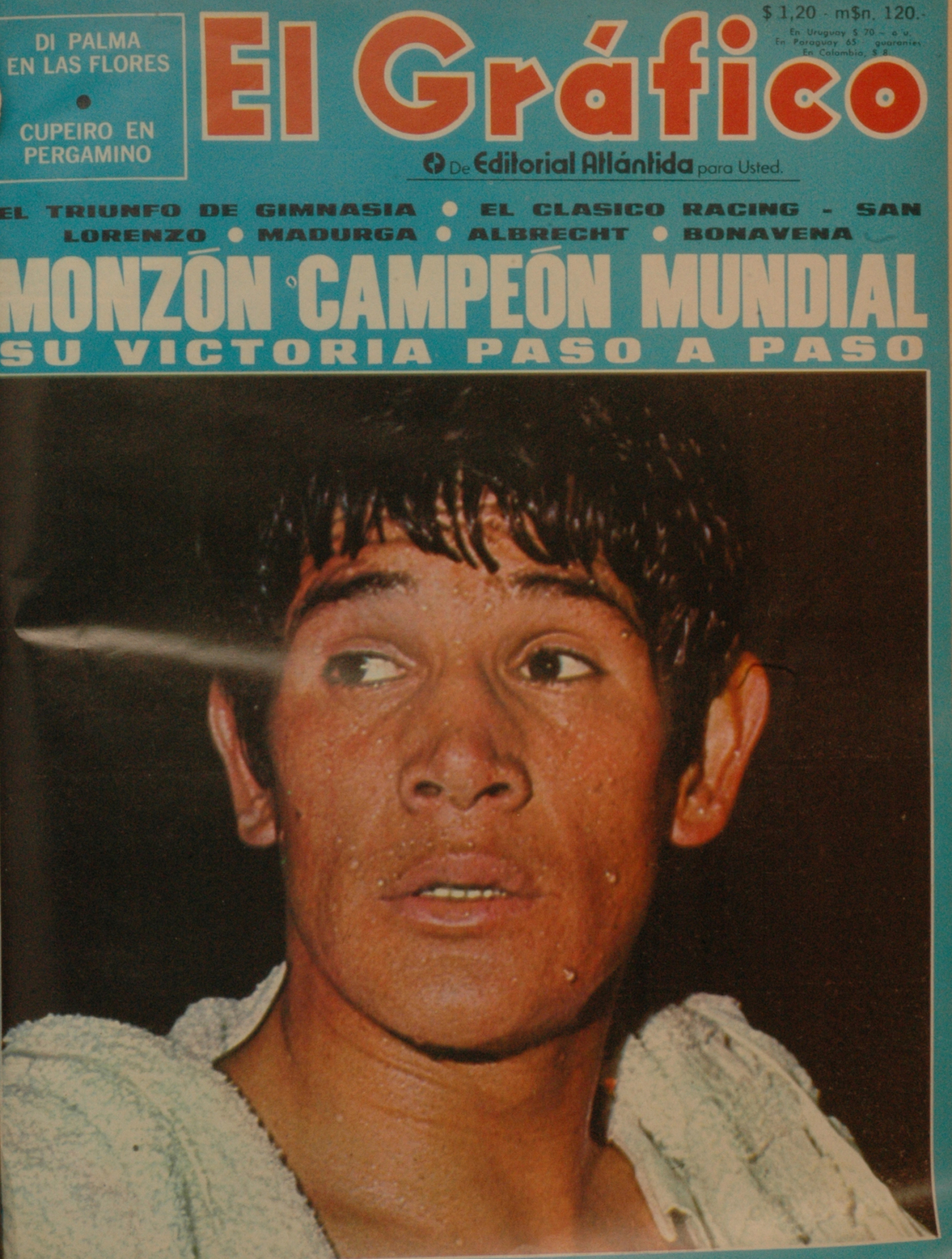
Carlos Monzón en 1970

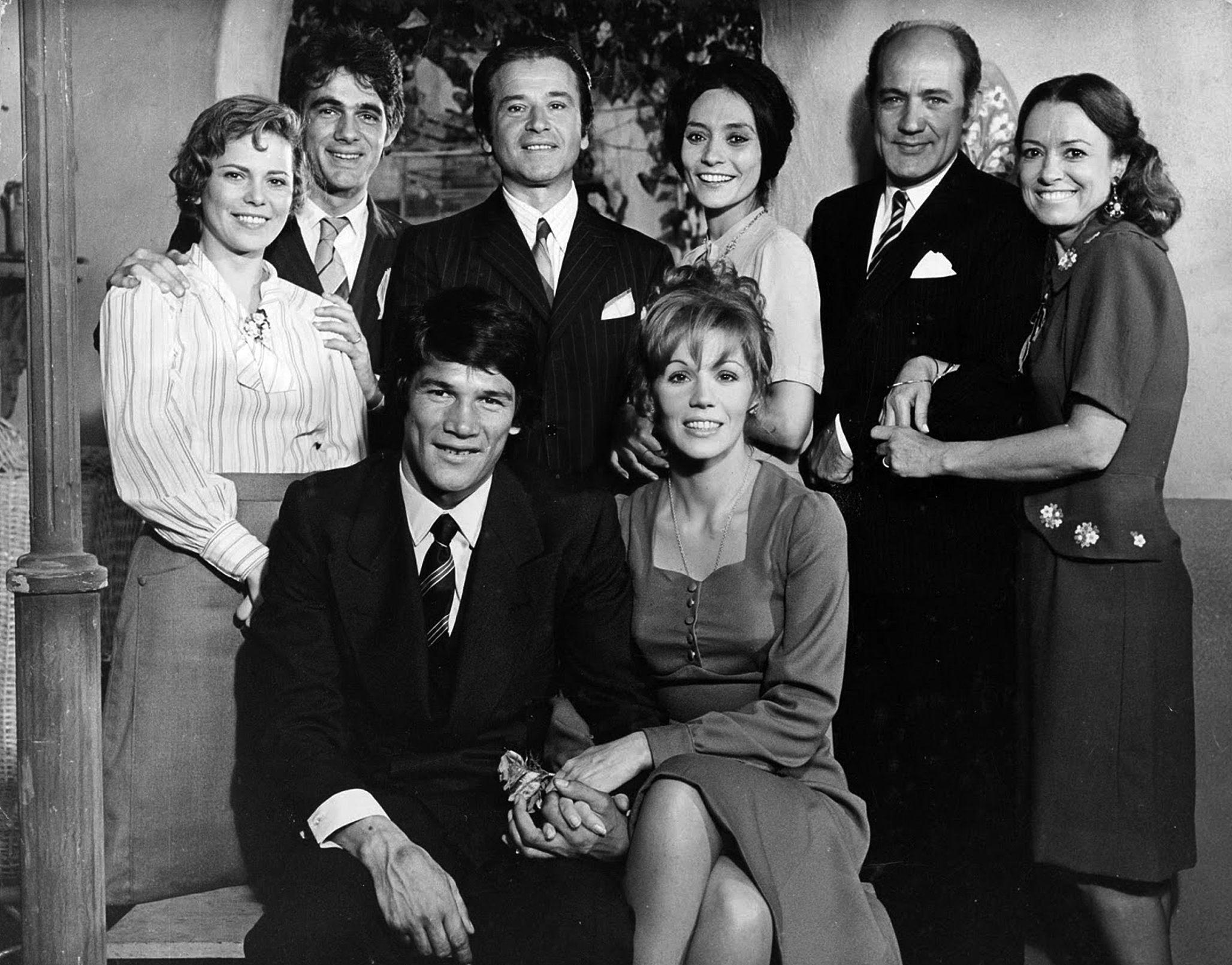
Carlos Monzón y Susana Giménez (a la derecha) junto con el resto del elenco en la película La Mary en 1974

El 6 de febrero de 1963 hizo su debut como profesional, al enfrentarse a Ramón Montenegro, a quien derrotó por nocaut. 
Entre 1963 y 1964 sufrió algunas derrotas producto de su inexperiencia y la calidad de sus rivales, pero a partir de 1965 su suerte y su pericia para este deporte dieron un vuelco y todas fueron victorias. El 1 de febrero de 1966 fue coronado campeón de peso mediano de su provincia, Santa Fe, y el 3 de septiembre del mismo año ganó su pelea en el famoso estadio porteño Luna Park contra Jorge Fernández, el Torito de Pompeya, aguerrido boxeador de entonces. obteniendo el título de campeón argentino de peso mediano.  
Después de ganarle a Jorge Fernández el título argentino, levantó su casa ladrillo por ladrillo haciendo de constructor y albañil. Orgulloso y sonriente. Algo suyo, «de material» para que su familia tenga techo y piso de cemento.
Al año siguiente, y frente al mismo pugilista, obtuvo el cetro sudamericano de peso mediano.
Esto hizo que el mánager Juan Carlos Tito Lectoure se fijara en él y comenzara a organizar eventos internacionales para foguearlo, en su mayoría contra pugilistas estadounidenses.
En 1970, el campeonato Sudamericano de los Medianos le abrió las puertas a disputar el cetro mundial que por entonces ostentaba el italiano Nino Benvenuti. La contienda se llevó a cabo en el Palazzo dello Sport de Roma el 7 de noviembre de 1970. En ella Monzón noqueó al campeón en el duodécimo asalto, obteniendo la corona mundial de peso mediano de la Asociación y el Consejo Mundial de Boxeo.  A partir de ese momento, hizo catorce defensas de su título contra los grandes boxeadores de la época, ganándolas todas hasta su retiro en 1977, finalizando su carrera con cien combates de los que solo perdió tres, los cuales fueron solo por decisión y esos rivales perderían frente a Monzón en revanchas.
El 9 de febrero de 1974, peleó con José Ángel Mantequilla Nápoles cuando este lo desafió por el título Medio, dado que era campeón Wélter, una pelea realizada en Mónaco y patrocinada por el actor francés Alain Delon.
En 1980 recibió el Premio Konex de Platino como el mejor boxeador de la historia en Argentina.

### Actuación en cine
En el año 1974, el director y guionista de cine francoargentino Daniel Tinayre, convocó a Monzón para protagonizar la película La Mary, junto a la actriz argentina Susana Giménez. También participó en las películas Soñar, soñar, de Leonardo Favio; Amigos para la aventura y Las locuras del profesor, de Palito Ortega, y Los hijos de López y Un loco en acción, de Enrique Dawi. 
En Italia filmó La cuenta está saldada (Il conto è chiuso, 1976), de Stelvio Massi, y el El macho (1977), de Marcello Andrei.

### Vida personal

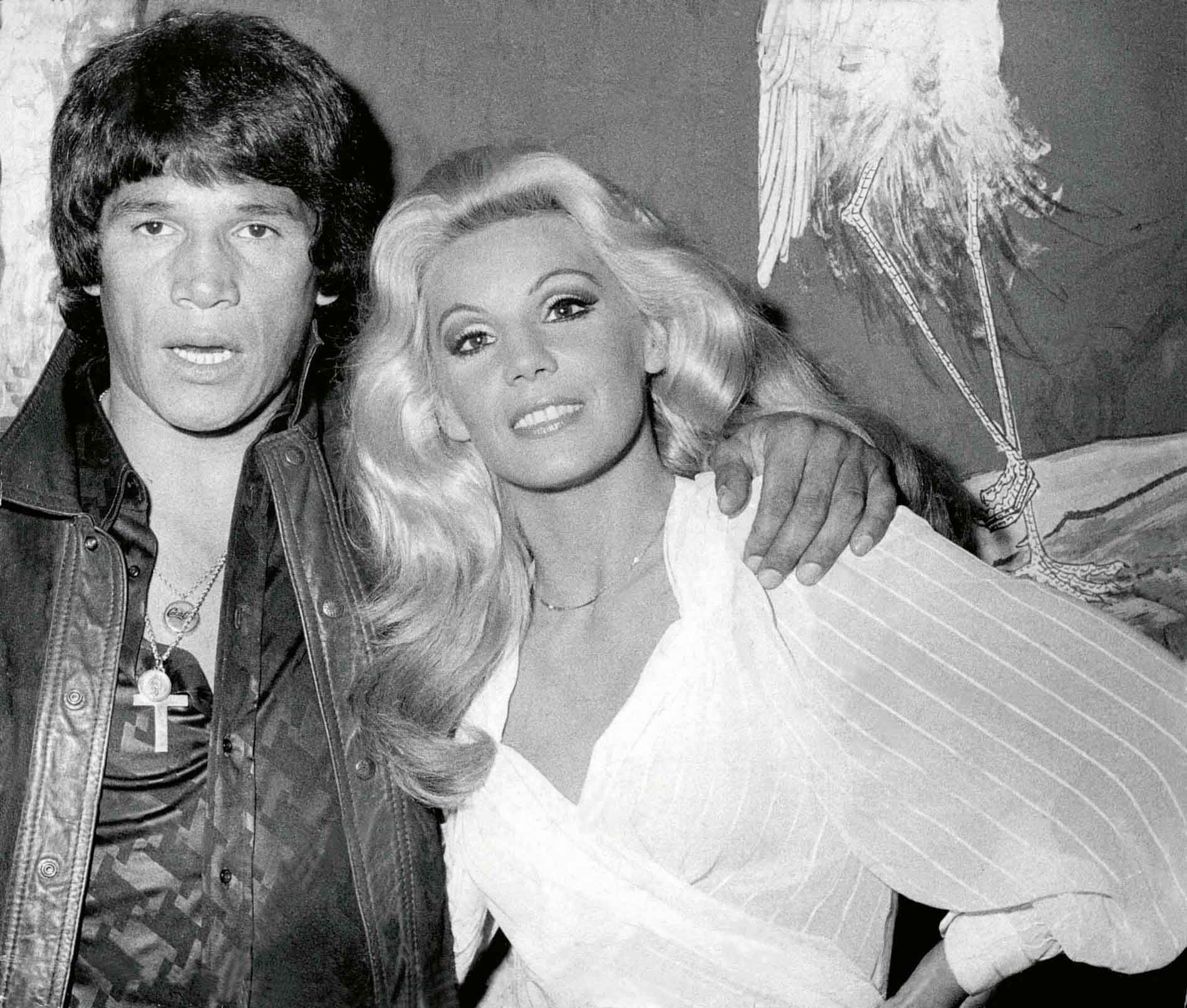
Monzón y Susana Giménez en pareja durante mediados de los setenta.

Carlos Monzón tuvo cinco hijos: el mayor, Carlos Alberto, con su primera pareja, Zulma Encarnación Torres, con la que convivieron entre 1958 y 1961; Silvia, Abel y Carlos Raúl, hijos de Mercedes Beatriz Pelusa García; y el menor, Maximiliano Roque, de Alicia Muniz. 
También convivió con la conocida modelo, actriz, vedette y presentadora de televisión Susana Giménez, con quien comenzó la relación —que se extendió por casi cuatro años y lo llevó a divorciarse de su esposa— en 1974, durante el rodaje del filme La Mary. Anteriormente ya había mantenido fugaces romances con vedettes como la inglesa Lynn Allison, Olga Mattano y Thelma Stefani.[cita requerida]

### Asesinato de su expareja
Artículo principal: Caso Alicia Muñiz
Hacia 1981, se unió en pareja con Alicia Muniz, con quien tuvo un hijo, Maximiliano. El 14 de febrero de 1988, estando en estado de ebriedad al volver de una fiesta, discutió con ella, la golpeó salvajemente y finalmente la lanzó desde el balcón de la casa que ocupaba en la ciudad de Mar del Plata y luego se tiró él mismo hacia ella. El boxeador fue juzgado y declarado culpable en un juicio polémico y mediático, siendo condenado a once años de prisión por homicidio simple. En cumplimiento de su condena fue alojado en el penal de Batán, cerca de Mar del Plata; luego en el de Junín y finalmente en el de Las Flores, en la ciudad de Santa Fe.
El caso fue paradigmático, porque puso en la consideración de la opinión pública la violencia machista, en tiempos en que no existía la figura legal de femicidio. 

### Accidente mortal
Cuando se encontraba en la etapa final de su condena, comenzó a gozar de salidas restringidas para trabajar. Una de sus ocupaciones era enseñar boxeo en el gimnasio de la Unión de Empleados Civiles (UPCN) en la ciudad de Santa Fe. Esa función también la cumplía en días de semana con boxeadores amateurs y profesionales, a quienes entrenaba bajo el régimen de salidas temporarias con obligación de regresar cada noche y dormir en el Penal.
Al regresar de una de esas salidas, tuvo un accidente automovilístico en el paraje Los Cerrillos de la ruta provincial 1, al noreste de Santa Rosa de Calchines (provincia de Santa Fe). La ruta presenta allí una muy larga recta que, en aquel momento, no tenía pintadas las líneas demarcatorias de las banquinas —muchas de ellas descalzadas, es decir, con una diferencia de altura entre el asfalto y la tierra—, ni del eje de calzada que separa a ambas manos. En el kilómetro 51, el automóvil que conducía Monzón, a casi 140 km/h, realizó un movimiento inexplicable, ya que primero se desvió hacia la izquierda y luego hacia la derecha, por el carril en el que transitaba en dirección norte-sur. Tras morder la banquina con su rueda delantera derecha, el vehículo voló, dio casi siete tumbos, sobrepasó un zanjón de casi dos metros de ancho, arrancó de cuajo un ceibo y a unos treinta y cinco metros de la ruta detuvo su descontrolada marcha. Su muerte fue instantánea.

### Reconocimiento
Monzón era querido y admirado por celebridades mundiales como Alain Delon, quien lo visitó en la cárcel de Las Flores, Mickey Rourke y muchos famosos más que le dieron su apoyo en momentos difíciles. Fue invitado de honor en múltiples ocasiones en el programa de televisión de Nino Benvenuti, su antiguo rival. Benvenuti fue uno de sus defensores más leales, visitándolo en la cárcel varias veces, y pidiendo por su libertad. También lo acompañó su amigo Carlos Chiquito Uleriche, quien por años le brindó un lugar privilegiado en su comedor El Quincho de Chiquito.
Fue sepultado al día siguiente de su muerte en el cementerio municipal de Santa Fe, con la concurrencia de casi sesenta mil personas. 
Carlos Monzón es considerado uno de los más grandes y afamados deportistas de Argentina. A su retiro tenía el récord de cien peleas como profesional, con ochenta y siete ganadas (cincuenta y nueve antes del límite), nueve empates, solo tres derrotas y una sin decisión.

### Obras biográficas
La película documental Carlos Monzón, el segundo juicio (1996), de Gabriel Arbós, describe el lugar y los hechos procesales que provocaron el encarcelamiento del boxeador.
El 17 de junio de 2019, el canal Space estrenó la miniserie Monzón, producida por Disney Media Distribution Latin America y Pampa Film, que narra su vida, poniendo foco principalmente en la investigación del femicidio por el cual fue condenado.

## Catorce defensas exitosas

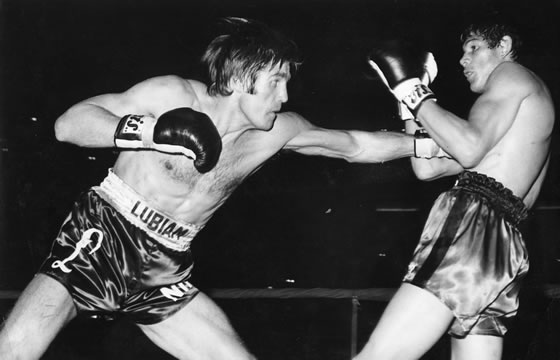
Monzón vs. Nino Benvenuti, 1970

| Fecha      | Lugar        | Rival                | Resultado | Resultado |
| ---------- | ------------ | -------------------- | --------- | --------- |
| 07/11/1970 | Roma         | Nino Benvenuti       | GKOT 12   |           |
| 08/05/1971 | Montecarlo   | Nino Benvenuti       | GKOT 3    |           |
| 25/09/1971 | Buenos Aires | Emile Griffith       | GKO 14    |           |
| 04/03/1972 | Roma         | Denny Moyer          | GKOT 5    |           |
| 17/06/1972 | París        | Jean-Claude Bouttier | GKOT 13   |           |
| 19/08/1972 | Copenhague   | Tom Bogs             | GKOT 5    |           |
| 11/11/1972 | Buenos Aires | Bennie Briscoe       | GPP 15    |           |
| 02/06/1973 | Montecarlo   | Emile Griffith       | GPP 15    |           |
| 29/09/1973 | París        | Jean-Claude Bouttier | GPP 15    |           |
| 09/02/1974 | París        | Mantequilla Nápoles  | GKOT 7    |           |
| 05/10/1974 | Buenos Aires | Tony Mundine         | GKO 7     |           |
| 30/06/1975 | Nueva York   | Tony Licata          | GKOT 10   |           |
| 13/12/1975 | París        | Gratien Tonna        | GKO 5     |           |
| 26/06/1976 | Montecarlo   | Rodrigo Valdez       | GPP 15    |           |
| 30/07/1977 | Montecarlo   | Rodrigo Valdez       | GPP 15    |           |

## Récord profesional
| 87 ganados (59 knockouts, 28 decisiones), 3 derrotas, 9 empates, 1 sin decisión |        |                           |      |               |            |                                                        | |
| Res.                                                                            | Récord | Oponente                  | Tipo | Rd., tiempo   | Día        | Lugar                                                  | Notas |
| Victoria                                                                        | 87-3-9 | Rodrigo Valdez            | UD   | 15            | 1977-07-30 | Stade Louis II, Monte Carlo                            | Retiene título mundial AMB, CMB, The Ring y Lineal en peso mediano. En la segunda ronda de esta pelea Monzón sufre en el ring, ante los golpes del colombiano, la única caída que tuvo como campeón. |
| Victoria                                                                        | 86-3-9 | Rodrigo Valdez            | UD   | 15            | 1976-06-26 | Stade Louis II, Monte Carlo                            | Retiene título mundial AMB, The Ring y Lineal en peso mediano. Gana título mundial del CMB en peso mediano.                                                                                          |
| Victoria                                                                        | 85-3-9 | Gratien Tonna             | KO   | 5 (15)        | 1975-12-13 | Nouvelle Hippodrome, París, Isla de Francia            | Retiene título mundial AMB, The Ring y Lineal en peso mediano. |
| Victoria                                                                        | 84-3-9 | Tony Licata               | TKO  | 10 (15), 2:43 | 1975-06-30 | Madison Square Garden, Nueva York, Nueva York          | Retiene título mundial AMB, The Ring y Lineal en peso mediano. |
| Victoria                                                                        | 83-3-9 | Tony Mundine              | KO   | 7 (15)        | 1974-10-05 | Estadio Luna Park, Buenos Aires                        | Retiene título mundial AMB, The Ring y Lineal en peso mediano. |
| Victoria                                                                        | 82-3-9 | José Nápoles              | RTD  | 7 (15), 3:00  | 1974-02-09 | Puteaux, Hauts-de-Seine                                | Retiene título mundial AMB, CMB, The Ring y Lineal en peso mediano. |
| Victoria                                                                        | 81-3-9 | Jean-Claude Bouttier      | UD   | 15            | 1973-09-29 | Stade Roland Garros, París, Isla de Francia            | Retiene título mundial AMB, CMB, The Ring y Lineal en peso mediano. |
| Victoria                                                                        | 80-3-9 | Emile Griffith            | UD   | 15            | 1973-06-02 | Stade Louis II, Monte Carlo                            | Retiene título mundial AMB, CMB, The Ring y Lineal en peso mediano. |
| Victoria                                                                        | 79-3-9 | Roy Dale                  | KO   | 5 (10)        | 1973-05-05 | Palazzetto dello Sport, Roma, Lacio                    | Pelea sin título en juego peso supermediano. |
| Victoria                                                                        | 78-3-9 | Bennie Briscoe            | UD   | 15            | 1972-11-11 | Estadio Luna Park, Buenos Aires                        | Retiene título mundial AMB, CMB, The Ring y Lineal en peso mediano. |
| Victoria                                                                        | 77-3-9 | Tom Bogs                  | TKO  | 5 (15)        | 1972-08-19 | Idraetsparken, Copenhague                              | Retiene título mundial AMB, CMB, The Ring y Lineal en peso mediano. |
| Victoria                                                                        | 76-3-9 | Jean-Claude Bouttier      | TKO  | 13 (15)       | 1972-06-17 | Stade Olympique Yves-du-Manoir, París, Isla de Francia | Retiene título mundial AMB, CMB, The Ring y Lineal en peso mediano. |
| Victoria                                                                        | 75-3-9 | Denny Moyer               | TKO  | 5 (15), 1:50  | 1972-03-04 | Palazzetto dello Sport, Roma, Lacio                    | Retiene título mundial AMB, CMB, The Ring y Lineal en peso mediano. |
| Victoria                                                                        | 74-3-9 | Fraser Scott              | TKO  | 3 (10), 0:01  | 1971-12-04 | Estadio Luna Park, Buenos Aires                        | Pelea sin título en juego peso supermediano. |
| Victoria                                                                        | 73-3-9 | Emile Griffith            | TKO  | 14 (15), 2:32 | 1971-09-25 | Estadio Luna Park, Buenos Aires                        | Retiene título mundial AMB, CMB, The Ring y Lineal en peso mediano. |
| Victoria                                                                        | 72-3-9 | Nino Benvenuti            | TKO  | 3 (15), 1:05  | 1971-05-08 | Stade Louis II, Monte Carlo                            | Retiene título mundial AMB, CMB, The Ring y Lineal en peso mediano. |
| Victoria                                                                        | 71-3-9 | Roy Lee                   | KO   | 2 (10)        | 1971-03-06 | Santa Fe, Santa Fe                                     | Pelea sin título en juego peso supermediano. |
| Victoria                                                                        | 70-3-9 | Domingo Guerrero          | KO   | 2 (10)        | 1971-02-19 | Salta, Salta                                           | Pelea sin título en juego peso supermediano. |
| Victoria                                                                        | 69-3-9 | Charley Austin            | KO   | 2 (10)        | 1970-12-19 | Estadio Luna Park, Buenos Aires                        | Pelea sin título en juego peso supermediano. |
| Victoria                                                                        | 68-3-9 | Nino Benvenuti            | KO   | 12 (15)       | 1970-11-07 | Palazzetto dello Sport, Roma, Lacio                    | Gana título mundial AMB, CMB, The Ring y Lineal en peso mediano. Combate del año por The Ring (1970).                                                                                                |
| Victoria                                                                        | 67-3-9 | Santiago Rosa             | KO   | 4 (10)        | 1970-09-19 | Estadio Luna Park, Buenos Aires                        | |
| Victoria                                                                        | 66-3-9 | Eddie Pace                | PTS  | 10            | 1970-07-18 | Estadio Luna Park, Buenos Aires                        | |
| Victoria                                                                        | 65-3-9 | Adolfo Jorge Cardozo      | TKO  | 3 (10)        | 1970-04-18 | Estadio Luna Park, Buenos Aires                        | |
| Victoria                                                                        | 64-3-9 | Juan Aguilar              | RTD  | 9 (10)        | 1970-03-07 | Santa Fe, Santa Fe                                     | |
| Victoria                                                                        | 63-3-9 | Antonio Aguilar           | KO   | 5 (12)        | 1970-02-11 | Mar del Plata, Buenos Aires                            | Retiene título argentino FAB peso mediano |
| Victoria                                                                        | 62-3-9 | Carlos Estrada            | KO   | 2 (10)        | 1969-12-12 | Santa Fe, Santa Fe                                     | |
| Victoria                                                                        | 61-3-9 | Manoel Severino           | KO   | 6 (12)        | 1969-09-27 | Estadio Luna Park, Buenos Aires                        | Retiene título sudamericano peso mediano |
| Victoria                                                                        | 60-3-9 | Emilio Ale Ali            | TKO  | 7 (10)        | 1969-09-05 | San Miguel, Tucumán                                    | |
| Victoria                                                                        | 59-3-9 | Tom Bethea                | PTS  | 10            | 1969-08-09 | Buenos Aires                                           | |
| Victoria                                                                        | 58-3-9 | Harold Richardson         | KO   | 3 (10)        | 1969-07-05 | Buenos Aires                                           | |
| Victoria                                                                        | 57-3-9 | Carlos Alberto Salinas    | TKO  | 7 (10)        | 1969-06-06 | Paraná, Entre Ríos                                     | |
| Empate                                                                          | 56-3-9 | Carlos Alberto Salinas    | PTS  | 10            | 1969-04-25 | Recreativo Bochas Club, Paraná, Entre Ríos             | |
| Victoria                                                                        | 56-3-8 | Mario Taborda             | KO   | 3 (10)        | 1969-03-14 | Club Sportivo, Presidencia Roque Saenz Pena, Chaco     | |
| Victoria                                                                        | 55-3-8 | Ruben Orrico              | KO   | 9 (12)        | 1969-01-10 | Santa Fe, Santa Fe                                     | Retiene título sudamericano peso mediano |
| Victoria                                                                        | 54-3-8 | Emilio Ale Ali            | PTS  | 10            | 1968-12-20 | Ciudad de Mendoza, Mendoza                             | |
| Victoria                                                                        | 53-3-8 | Johnny Brooks             | PTS  | 10            | 1968-12-07 | Estadio Luna Park, Buenos Aires                        | |
| Victoria                                                                        | 52-3-8 | Charley Austin            | UD   | 10            | 1968-10-23 | Estadio Luna Park, Buenos Aires                        | |
| Victoria                                                                        | 51-3-8 | Doug Huntley              | KO   | 4 (10)        | 1968-08-14 | Buenos Aires                                           | |
| Victoria                                                                        | 50-3-8 | Benito Sánchez            | KO   | 4 (10)        | 1968-07-05 | Chaco, Chaco                                           | |
| Victoria                                                                        | 49-3-8 | Juan Aguilar              | PTS  | 10            | 1968-06-20 | Buenos Aires                                           | |
| Victoria                                                                        | 48-3-8 | Alberto Massi             | PTS  | 10            | 1968-05-17 | Córdoba, Córdoba                                       | |
| Empate                                                                          | 47-3-8 | Juan Aguilar              | PTS  | 10            | 1968-04-05 | Ciudad de Mendoza, Mendoza                             | |
| Victoria                                                                        | 47-3-7 | Tito Marshall             | PTS  | 10            | 1967-11-18 | Buenos Aires                                           | |
| Victoria                                                                        | 46-3-7 | Ramón D Rocha             | KO   | 7 (10)        | 1967-10-20 | San Juan, La Rioja                                     | |
| Victoria                                                                        | 45-3-7 | Carlos Estrada            | KO   | 7 (10)        | 1967-10-06 | Trelew, Chubut                                         | |
| Victoria                                                                        | 44-3-7 | Ramón D Rocha             | PTS  | 10            | 1967-09-08 | Rosario, Santa Fe                                      | |
| Victoria                                                                        | 43-3-7 | Tito Marshall             | PTS  | 10            | 1967-08-16 | Estadio Luna Park, Buenos Aires                        | |
| Victoria                                                                        | 42-3-7 | Antonio Aguilar           | KO   | 9 (10)        | 1967-07-29 | Estadio Luna Park, Buenos Aires                        | |
| Victoria                                                                        | 41-3-7 | Jorge Fernández           | UD   | 12            | 1967-06-10 | Estadio Luna Park, Buenos Aires                        | Gana título sudamericano peso mediano |
| Empate                                                                          | 40-3-7 | Bennie Briscoe            | PTS  | 12            | 1967-05-06 | Estadio Luna Park, Buenos Aires                        | |
| Victoria                                                                        | 40-3-6 | Benito Sánchez            | TKO  | 3 (10)        | 1967-04-09 | Santa Elena, Entre Ríos                                | |
| Victoria                                                                        | 39-3-6 | Ángel Alberto Coria       | KO   | 6 (10)        | 1967-03-25 | Mar del Plata, Buenos Aires                            | |
| Victoria                                                                        | 38-3-6 | Osvaldo Marino            | KO   | 7 (10)        | 1967-03-09 | Santa Fe, Santa Fe                                     | |
| Victoria                                                                        | 37-3-6 | Alberto Massi             | PTS  | 10            | 1967-02-15 | San Francisco, Santa Fe                                | |
| Victoria                                                                        | 36-3-6 | Eudoro Robledo            | KO   | 4 (10)        | 1967-01-27 | Charata, Chaco                                         | |
| Victoria                                                                        | 35-3-6 | Carlos Alberto Salinas    | KO   | 8 (10)        | 1967-01-13 | Santa Fe, Santa Fe                                     | |
| Victoria                                                                        | 34-3-6 | Marcelo Farias            | KO   | 3 (10)        | 1966-12-23 | San Cristóbal, Santa Fe                                | |
| Victoria                                                                        | 33-3-6 | Alberto Massi             | TKO  | 8 (10)        | 1966-12-02 | Santa Fe, Santa Fe                                     | |
| Victoria                                                                        | 32-3-6 | Luis Antonio Pereyra      | TKO  | 2 (10)        | 1966-11-18 | Santa Fe, Santa Fe                                     | |
| Victoria                                                                        | 31-3-6 | Ángel Alberto Coria       | PTS  | 10            | 1966-10-01 | Mar del Plata, Buenos Aires                            | |
| Victoria                                                                        | 30-3-6 | Jorge Fernández           | UD   | 12            | 1966-09-03 | Estadio Luna Park, Buenos Aires                        | Gana título argentino FAB peso mediano |
| Victoria                                                                        | 29-3-6 | Benito Sánchez            | KO   | 4 (10)        | 1966-07-08 | San Pereyra                                            | |
| Empate                                                                          | 28-3-6 | Ubaldo Marcos Bustos      | PTS  | 10            | 1966-06-03 | Río Gallegos, Santa Cruz                               | |
| Victoria                                                                        | 28-3-5 | Ismael Hamze              | TKO  | 9 (10)        | 1966-04-29 | San Nicolás, Santiago del Estero                       | |
| Victoria                                                                        | 27-3-5 | Norberto Juncos           | KO   | 7 (10)        | 1966-02-17 | Santa Fe, Santa Fe                                     | |
| Victoria                                                                        | 26-3-5 | Ramón D Rocha             | PTS  | 10            | 1966-02-04 | Santa Fe, Santa Fe                                     | |
| Victoria                                                                        | 25-3-5 | Carlos Alberto Salinas    | PTS  | 10            | 1965-12-29 | Estadio Luna Park, Buenos Aires                        | |
| Victoria                                                                        | 24-3-5 | Antonio Aguilar           | PTS  | 10            | 1965-12-08 | Estadio Luna Park, Buenos Aires                        | |
| Victoria                                                                        | 23-3-5 | Celedonio Lima            | KO   | 5 (10)        | 1965-11-17 | Estadio Luna Park, Buenos Aires                        | |
| Victoria                                                                        | 22-3-5 | Gregorio Gómez            | PTS  | 10            | 1965-10-06 | Estadio Luna Park, Buenos Aires                        | |
| Empate                                                                          | 21-3-5 | Manoel Severino           | PTS  | 8             | 1965-08-28 | Río de Janeiro, Río de Janeiro                         | |
| Empate                                                                          | 21-3-4 | Manoel Severino           | PTS  | 8             | 1965-08-14 | Río de Janeiro, Río de Janeiro                         | |
| Victoria                                                                        | 21-3-3 | Felipe Cambeiro           | PTS  | 8             | 1965-08-01 | São Paulo, São Paulo                                   | |
| Victoria                                                                        | 20-3-3 | Alberto Retondo           | TKO  | 8 (10)        | 1965-07-14 | Buenos Aires                                           | |
| Victoria                                                                        | 19-3-3 | Aníbal Córdoba            | PTS  | 10            | 1965-05-19 | Buenos Aires                                           | |
| Empate                                                                          | 18-3-3 | Emilio Ale Ali            | PTS  | 10            | 1965-04-09 | San Miguel, Tucumán                                    | |
| Victoria                                                                        | 18-3-2 | Andrés Antonio Selpa      | PTS  | 10            | 1965-03-11 | Santa Fe, Santa Fe                                     | |
| Empate                                                                          | 17-3-2 | Andrés Antonio Selpa      | PTS  | 10            | 1965-01-08 | Mar del Plata, Buenos Aires                            | |
| Empate                                                                          | 17-3-1 | Celedonio Lima            | PTS  | 10            | 1964-11-18 | Buenos Aires                                           | |
| Victoria                                                                        | 17–3   | Francisco Gilabert        | RTD  | 4 (10)        | 1964-10-28 | Buenos Aires                                           | |
| Derrota                                                                         | 16–3   | Alberto Massi             | UD   | 10            | 1964-10-09 | Córdoba Sport Club, Córdoba, Córdoba                   | |
| Victoria                                                                        | 16–2   | Francisco Olea            | KO   | 9 (10)        | 1964-09-25 | Tostado, Santa Fe                                      | |
| Victoria                                                                        | 15–2   | Americo Vacca             | KO   | 3 (10)        | 1964-09-04 | Paraná, Entre Ríos                                     | |
| Victoria                                                                        | 14–2   | Juan Carlos Díaz          | KO   | 9 (10)        | 1964-08-14 | Villa Ángela, Chaco                                    | |
| Victoria                                                                        | 13–2   | Walter Villa              | KO   | 9 (10)        | 1964-07-24 | Ceres, Santa Fe                                        | |
| Victoria                                                                        | 12–2   | Roberto Eduardo Carabajal | PTS  | 10            | 1964-07-10 | Tostado, Santa Fe                                      | |
| Derrota                                                                         | 11–2   | Felipe Cambeiro           | PTS  | 8             | 1964-06-28 | Auditorium Río TV, Río de Janeiro, Río de Janeiro      | |
| Victoria                                                                        | 11–1   | Ángel Alberto Coria       | PTS  | 8             | 1964-06-13 | Mar del Plata, Buenos Aires                            | |
| Victoria                                                                        | 10–1   | Roberto Eduardo Carabajal | KO   | 8 (8)         | 1964-01-17 | Paraná, Entre Ríos                                     | |
| Victoria                                                                        | 9–1    | René Sosa                 | KO   | 6 (8)         | 1963-12-06 | Paraná, Entre Ríos                                     | |
| Victoria                                                                        | 8–1    | Benito Sánchez            | KO   | 8 (10)        | 1963-10-18 | Reconquista, Santa Fe                                  | |
| Derrota                                                                         | 7–1    | Antonio Aguilar           | PTS  | 10            | 1963-08-28 | Estadio Luna Park, Buenos Aires                        | |
| Victoria                                                                        | 7–0    | Lisandro Guzmán           | KO   | 3 (8)         | 1963-08-09 | Córdoba, Córdoba                                       | |
| Victoria                                                                        | 6–0    | Andrés Cejas              | KO   | 4 (6)         | 1963-07-17 | Estadio Luna Park, Buenos Aires                        | |
| Victoria                                                                        | 5–0    | José N Rodríguez          | KO   | 5 (6)         | 1963-05-31 | Paraná, Entre Ríos                                     | |
| Victoria                                                                        | 4–0    | Raúl Elio Rivas           | KO   | 5 (10)        | 1963-05-03 | Posadas, Misiones                                      | |
| Victoria                                                                        | 3–0    | Mario Suárez              | TKO  | 8 (10)        | 1963-04-12 | Posadas, Misiones                                      | |
| Victoria                                                                        | 2–0    | Albino Veron              | TKO  | 2 (6)         | 1963-04-09 | Santa Fe, Santa Fe                                     | |
| Victoria                                                                        | 1–0    | Albino Veron              | N/D  | 1 (6)         | 1963-03-13 | Vila, Santa Fe                                         | |
| Victoria                                                                        | 1-0    | Ramón Montenegro          | KO   | 2 (6)         | 1963-02-06 | Club Sportivo Ben Hur, Rafaela, Santa Fe               | Debut profesional |

## Reconocimientos
Algunos reconocimientos otorgados a Carlos Monzón durante su vida:
- Premio Sugar Ray Robinson a mejor boxeador del año (1972).[31]
- Elegido boxeador del año por la revista Boxing Illustrated (1972).
- Elegido «boxeador del año» junto con Muhammad Ali por The Ring (1972).
- Premio Olimpia de Oro a mejor deportista del año (1972).
- Seis veces ganador del Premio Olimpia de Plata a mejor boxeador del año (1970, 1972, 1973, 1974, 1975, 1977).[32]
- Premio Konex de Platino como el mejor boxeador de la década en Argentina (1980).[33]
- Ingresado al Salón de la Fama del Boxeo de The Ring (1983).
- Ingresado al Salón Mundial de la Fama del Boxeo (1983).
- Segundo mejor mediano de todos los tiempos en una votación por expertos del boxeo por una encuesta de la revista Boxing Illustrated (1988).
- Segundo mejor mediano de todos los tiempos por el historiador boxístico, Herbert Goldman (1989).
- Ingresado al Salón Internacional de la Fama del Boxeo (1990).[34]
- Elegido como el n.º 7 de los 50 mejores boxeadores de los últimos 50 años por The Ring (1996).
- El quinto mejor peso mediano del siglo XX por la Associated Press (1999).
- Elegido como el n.º 11 de los 80 mejor boxeadores de todos los tiempos de los últimos 80 años por The Ring (2002).
- Elegido como el n.º de mejor pegadores de todos los tiempos por The Ring (2003).
- Elegido como el tercer mejor peso mediano de todos los tiempos por The Ring (2004).
- Elegido como el 4.º mejor reinado de título mundial de todos los tiempos por The Ring (2005).
- Premio Olimpia del Bicentenario al mejor boxeador de la historia (2010).